# Équipe de Russie de Fed Cup
L'équipe de Russie de Fed Cup est l’équipe qui représente la Russie lors de la compétition de tennis féminin par équipe nationale appelée Fed Cup (ou « Coupe de la Fédération » entre 1963 et 1994).
Elle est constituée d'une sélection des meilleures joueuses de tennis russes du moment sous l’égide de la Fédération russe de tennis.

## Palmarès
- Victoires : (5) : 2004, 2005, 2007, 2008, 2021
- Finales : (5) : 1999, 2001, 2011, 2013, 2015.

## Résultats par année

### 1997 - 1999
- 1997 (3 tours, 8 équipes + groupe mondial II, play-offs I et II) : pour sa première participation, la Russie l’emporte en play-offs II contre la Corée du Sud.
- 1998 (3 tours, 8 équipes + groupe mondial II, play-offs I et II) : après une victoire en groupe mondial II contre l’Australie, la Russie l’emporte en play-offs I contre l’Allemagne.
- 1999 (3 tours, 8 équipes + groupe mondial II, round robin play-offs) : après une victoire en 1/4 de finale du groupe mondial contre la France et la Slovaquie en 1/2 finale, la Russie s'incline en finale contre les États-Unis.

| États-Unis - Russie - 4 : 1 Taube Tennis Stadium, Stanford, États-Unis 18 - 19 septembre, Dur (ext.) |                                |                                 |                |
| 1 | Venus Williams                 | Elena Likhovtseva               | 6-3, 6-4       |
| 1 | Lindsay Davenport              | Elena Dementieva                | 6-4, 6-0       |
| 1 | Lindsay Davenport              | Elena Likhovtseva               | 6-4, 6-4       |
| 1 | Venus Williams                 | Elena Dementieva                | 6-1, 3-6, 6-75 |
| 1 | Serena Williams Venus Williams | Elena Dementieva Elena Makarova | 6-2, 6-1       |

### 2000 - 2009
- 2000 (round robin + 2 tours, 13 équipes) : la Russie échoue dans sa qualification en round robin du groupe mondial.
- 2001 (2 tours + round robin + finale, 16 équipes + play-offs) : après un « bye » au 1er tour du groupe mondial, une victoire contre la Slovaquie en 1/4 de finale et une qualification dans l'épreuve du round robin, la Russie s'incline en finale contre la Belgique.

| Belgique - Russie - 2 : 1 Parque Ferial Juan Carlos 1, Madrid, Espagne 07 - 11 novembre, Terre (int.) |                               |                                 |           |
| 1 | Justine Henin                 | Nadia Petrova                   | 6-0, 6-3  |
| 1 | Kim Clijsters                 | Elena Dementieva                | 6-0, 6-4  |
| 1 | Els Callens Laurence Courtois | Elena Likhovtseva Nadia Petrova | 5-7, 6-72 |

- 2002 (4 tours, 16 équipes + play-offs) : après une défaite au 1er tour du groupe mondial contre l’Allemagne, la Russie l’emporte en play-offs I contre la Chine.
- 2003 (4 tours, 16 équipes + play-offs) : après une victoire au 1er tour du groupe mondial contre la Croatie et la Slovénie en 1/4 de finale, la Russie s'incline en 1/2 finale contre la France.
- 2004 (4 tours, 16 équipes + play-offs) : après une victoire au 1er tour du groupe mondial contre l’Australie, l’Argentine en 1/4 de finale et l’Autriche en 1/2 finale, la Russie l’emporte en finale contre la France.

| Russie - France - 3 : 2 Ice Stadium Krylatskoe, Moscou, Russie 27 - 28 novembre, Moquette (int.) |                                  |                            |                |
| 1                                                                                                | Svetlana Kuznetsova              | Nathalie Dechy             | 6-3, 6-74, 6-8 |
| 1                                                                                                | Anastasia Myskina                | Tatiana Golovin            | 6-4, 7-65      |
| 1                                                                                                | Anastasia Myskina                | Nathalie Dechy             | 6-3, 6-4       |
| 1                                                                                                | Svetlana Kuznetsova              | Tatiana Golovin            | 4-6, 1-6       |
| 1                                                                                                | Anastasia Myskina Vera Zvonareva | Marion Bartoli Émilie Loit | 7-65, 7-5      |

- 2005 (3 tours, 8 équipes + groupe mondial II, play-offs I et II) : après une victoire en 1/4 de finale du groupe mondial contre l’Italie et les États-Unis en 1/2 finale, la Russie l’emporte en finale contre la France.

| France - Russie - 2 : 3 Roland- Garros, Paris, France 17 - 18 septembre, Terre (ext.) |                             |                                |                |
| 1                                                                                     | Mary Pierce                 | Elena Dementieva               | 6-71, 6-2, 1-6 |
| 1                                                                                     | Amélie Mauresmo             | Anastasia Myskina              | 6-4, 6-2       |
| 1                                                                                     | Amélie Mauresmo             | Elena Dementieva               | 4-6, 6-4, 2-6  |
| 1                                                                                     | Mary Pierce                 | Anastasia Myskina              | 4-6, 6-4, 6-2  |
| 1                                                                                     | Amélie Mauresmo Mary Pierce | Elena Dementieva Dinara Safina | 4-6, 6-1, 3-6  |

- 2006 (3 tours, 8 équipes + groupe mondial II, play-offs I et II) : après une défaite en 1/4 de finale du groupe mondial contre la Belgique, la Russie l’emporte en play-offs I contre la Croatie.
- 2007 (3 tours, 8 équipes + groupe mondial II, play-offs I et II) : après une victoire en 1/4 de finale du groupe mondial contre l’Espagne et les États-Unis en 1/2 finale, la Russie l’emporte en finale contre l’Italie.

| Russie - Italie - 4 : 0 Small Sports Arena "Luzhniki", Moscou, Russie 15 - 16 septembre, Dur (int.) |                             |                               |                |
| 1                                                                                                   | Anna Chakvetadze            | Francesca Schiavone           | 6-4, 4-6, 6-4  |
| 1                                                                                                   | Svetlana Kuznetsova         | Mara Santangelo               | 6-1, 6-2       |
| 1                                                                                                   | Svetlana Kuznetsova         | Francesca Schiavone           | 4-6, 7-67, 7-5 |
| 1                                                                                                   | Elena Vesnina               | Mara Santangelo               | 6-2, 6-4       |
| 1                                                                                                   | Nadia Petrova Elena Vesnina | Mara Santangelo Roberta Vinci | Non disputé    |

- 2008 (3 tours, 8 équipes + groupe mondial II, play-offs I et II) : après une victoire en 1/4 de finale du groupe mondial contre  Israël et les États-Unis en 1/2 finale, la Russie l’emporte en finale contre l’Espagne.

| Espagne - Russie - 0 : 4 Club de Campo - Villa de Madrid, Madrid, Espagne 13 - 14 septembre, Terre (ext.) |                                       |                                  |               |
| 1 | Anabel Medina                         | Vera Zvonareva                   | 3-6, 4-6      |
| 1 | Carla Suárez Navarro                  | Svetlana Kuznetsova              | 3-6, 1-6      |
| 1 | Anabel Medina                         | Svetlana Kuznetsova              | 7-5, 3-6, 4-6 |
| 1 |                                       | Non disputé                      |               |
| 1 | Nuria Llagostera Carla Suárez Navarro | Ekaterina Makarova Elena Vesnina | 2-6, 1-6      |

- 2009 (3 tours, 8 équipes + groupe mondial II, play-offs I et II) : après une victoire en 1/4 de finale du groupe mondial contre la Chine, la Russie s'incline en 1/2 finale contre l’Italie.

### 2010 - 2016
- 2010 (3 tours, 8 équipes + groupe mondial II, play-offs I et II) : après une victoire en 1/4 de finale du groupe mondial contre la Serbie, la Russie s'incline en 1/2 finale contre les États-Unis.
- 2011 (3 tours, 8 équipes + groupe mondial II, play-offs I et II) : après une victoire en 1/4 de finale du groupe mondial contre la France et l’Italie en 1/2 finale, la Russie s'incline en finale contre la République tchèque.

| Russie - République tchèque - 2 : 3 Olympic Stadium, Moscou, Russie 05 - 06 novembre, Dur (int.) |                               |                              |               |
| 1                                                                                                | Maria Kirilenko               | Petra Kvitová                | 2-6, 2-6      |
| 1                                                                                                | Svetlana Kuznetsova           | Lucie Šafářová               | 6-2, 6-3      |
| 1                                                                                                | Svetlana Kuznetsova           | Petra Kvitová                | 6-4, 2-6, 3-6 |
| 1                                                                                                | A. Pavlyuchenkova             | Lucie Šafářová               | 6-2, 6-4      |
| 1                                                                                                | Maria Kirilenko Elena Vesnina | Lucie Hradecká Květa Peschke | 4-6, 2-6      |

- 2012 (3 tours, 8 équipes + groupe mondial II, play-offs I et II) : après une victoire au 1er tour du groupe mondial contre l’Espagne, la Russie s'incline en 1/2 finale contre la Serbie.
- 2013 (3 tours, 8 équipes + groupe mondial II, play-offs I et II) : après une victoire au 1er tour du groupe mondial contre le Japon et la Slovaquie en 1/2 finale, la Russie s'incline en finale contre l’Italie.

| Italie - Russie - 4 : 0 Tennis Club Cagliari, Cagliari, Italie 02 - 03 novembre, Terre (ext.) |                             |                                       |                  |
| 1                                                                                             | Roberta Vinci               | Alexandra Panova                      | 5-7, 7-5, 8-6    |
| 1                                                                                             | Sara Errani                 | Irina Khromacheva                     | 6-1, 6-4         |
| 1                                                                                             | Sara Errani                 | Alisa Kleybanova                      | 6-1, 6-1         |
| 1                                                                                             | Roberta Vinci               | Irina Khromacheva                     | Non disputé      |
| 1                                                                                             | Karin Knapp Flavia Pennetta | Margarita Gasparyan Irina Khromacheva | 4-6, 6-2, [10-4] |

- 2014 (3 tours, 8 équipes + groupe mondial II, play-offs I et II) : après une défaite au 1er tour du groupe mondial contre l’Australie, la Russie l’emporte en play-offs I contre l’Argentine.
- 2015 (3 tours, 8 équipes + groupe mondial II, play-offs I et II) : après une victoire au 1er tour du groupe mondial contre la Pologne et l’Allemagne en 1/2 finale, la Russie s'incline en finale contre la République tchèque.

| République tchèque - Russie - 3 : 2 O2 Arena, Prague, République tchèque 14 - 15 novembre, Dur (int.) |                                       |                                 |               |
| 1 | Petra Kvitová                         | A. Pavlyuchenkova               | 2-6, 6-1, 6-1 |
| 1 | Karolína Plíšková                     | Maria Sharapova                 | 3-6, 4-6      |
| 1 | Petra Kvitová                         | Maria Sharapova                 | 6-3, 4-6, 2-6 |
| 1 | Karolína Plíšková                     | A. Pavlyuchenkova               | 6-3, 6-4      |
| 1 | Karolína Plíšková Barbora Z. Strýcová | A. Pavlyuchenkova Elena Vesnina | 4-6, 6-3, 6-2 |

- 2016 (3 tours, 8 équipes + groupe mondial II, play-offs I et II) : après une défaite au 1er tour du groupe mondial contre les Pays-Bas, la Russie s'incline en play-offs I contre la Biélorussie.

## Bilan de l'équipe
Résultats des confrontations entre la Russie et ses adversaires les plus fréquents (3 rencontres minimum dans les groupes mondiaux).
| #  | Adversaires        | Rencontres | Victoires | Défaites | % victoires |
| -- | ------------------ | ---------- | --------- | -------- | ----------- |
| 1  | France             | 7          | 5         | 2        | 71 %        |
| 2  | États-Unis         | 5          | 3         | 2        | 60 %        |
| 3  | Italie             | 5          | 3         | 2        | 60 %        |
| 4  | Australie          | 4          | 3         | 1        | 75 %        |
| 5  | Slovaquie          | 3          | 3         | 0        | 100 %       |
| 6  | Espagne            | 3          | 3         | 0        | 100 %       |
| 7  | Argentine          | 3          | 3         | 0        | 100 %       |
| 8  | Allemagne          | 3          | 2         | 1        | 67 %        |
| 9  | République tchèque | 3          | 1         | 2        | 33 %        |
| 10 | Belgique           | 3          | 0         | 3        | 0 %         |

## Bilan des joueuses les plus sélectionnées
Ce bilan est calculé sur la base des rencontres officielles des groupes mondiaux et barrages I et II. Les rencontres des tableaux dits de « consolation » et celles par « zones géographiques » ne sont pas prises en compte. Les joueuses comptant moins de 5 sélections ne sont pas reprises dans le tableau.
| #  | Joueuses                 | De   | à    | Sélections | Matchs | Victoires | Défaites | % victoires |
| -- | ------------------------ | ---- | ---- | ---------- | ------ | --------- | -------- | ----------- |
| 1  | Anastasia Myskina        | 1998 | 2005 | 11         | 24     | 18        | 6        | 75 %        |
| 2  | Anastasia Pavlyuchenkova | 2009 | 2015 | 9          | 18     | 9         | 9        | 50 %        |
| 3  | Anna Chakvetadze         | 2006 | 2009 | 8          | 10     | 7         | 3        | 70 %        |
| 4  | Dinara Safina            | 2005 | 2008 | 5          | 7      | 5         | 2        | 71 %        |
| 5  | Ekaterina Makarova       | 2008 | 2016 | 7          | 13     | 10        | 3        | 77 %        |
| 6  | Elena Bovina             | 2001 | 2005 | 6          | 7      | 5         | 2        | 71 %        |
| 7  | Elena Dementieva         | 1999 | 2010 | 18         | 35     | 26        | 9        | 74 %        |
| 8  | Elena Likhovtseva        | 1999 | 2004 | 16         | 24     | 14        | 10       | 58 %        |
| 9  | Elena Makarova           | 1997 | 1999 | 5          | 7      | 5         | 2        | 71 %        |
| 10 | Elena Vesnina            | 2006 | 2016 | 15         | 20     | 13        | 7        | 65 %        |
| 11 | Maria Sharapova          | 2008 | 2015 | 5          | 8      | 7         | 1        | 88 %        |
| 12 | Nadia Petrova            | 2001 | 2012 | 12         | 17     | 10        | 7        | 59 %        |
| 13 | Svetlana Kuznetsova      | 2004 | 2016 | 19         | 41     | 27        | 14       | 66 %        |
| 14 | Tatiana Panova           | 1997 | 2002 | 6          | 13     | 10        | 3        | 77 %        |
| 15 | Vera Zvonareva           | 2003 | 2011 | 8          | 10     | 8         | 2        | 80 %        |